# Botaurus stellaris
El avetoro común (Botaurus stellaris) es una especie de ave pelecaniforme de la familia Ardeidae propia de los humedales de Eurasia y África.
El avetoro común es una garza robusta con plumaje de tonos pardos claros con listados y veteados oscuros. Debe su nombre a su característica llamada similar al mugido de los toros.

## Descripción

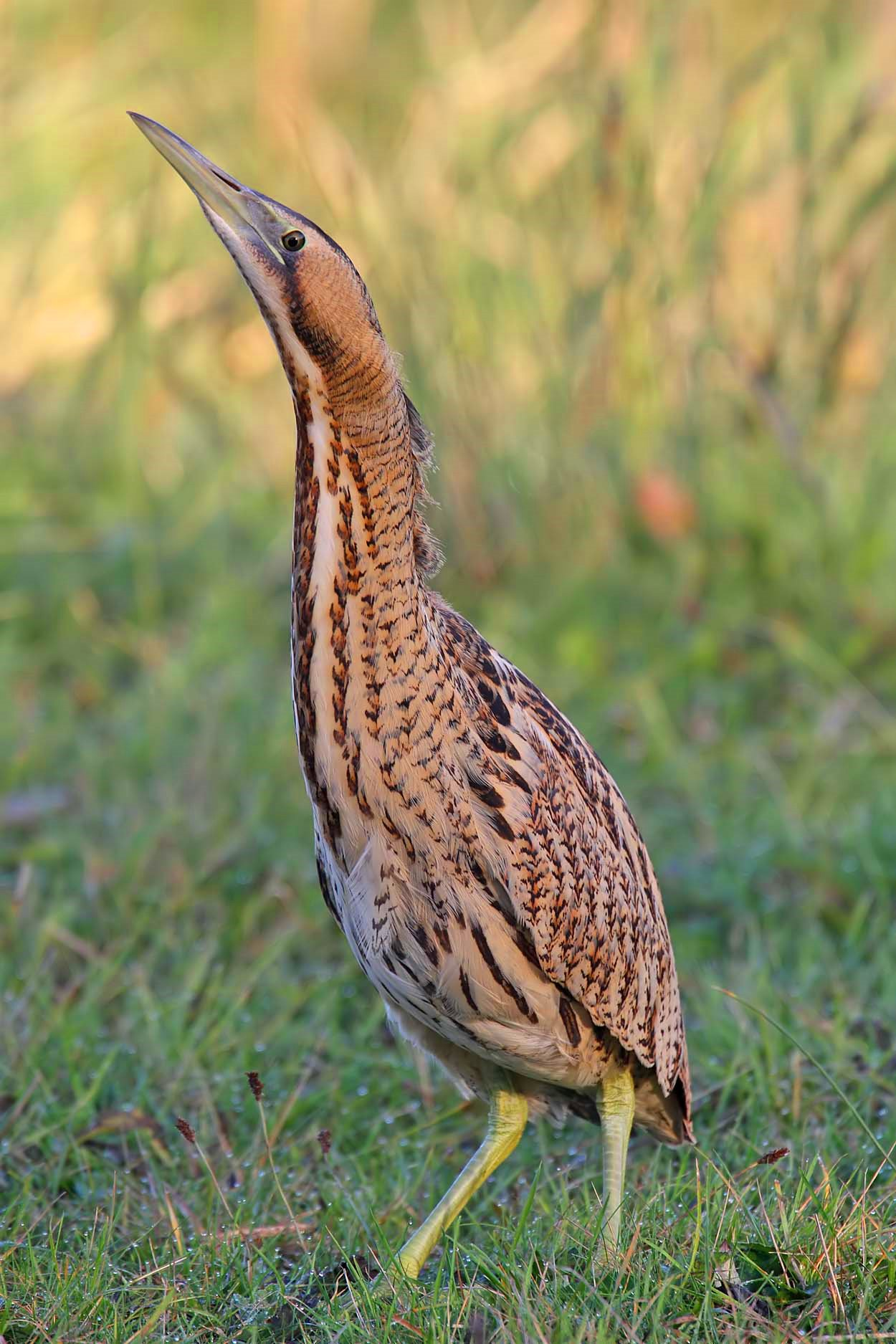
Los avetoros tienen plumajes crípticos.

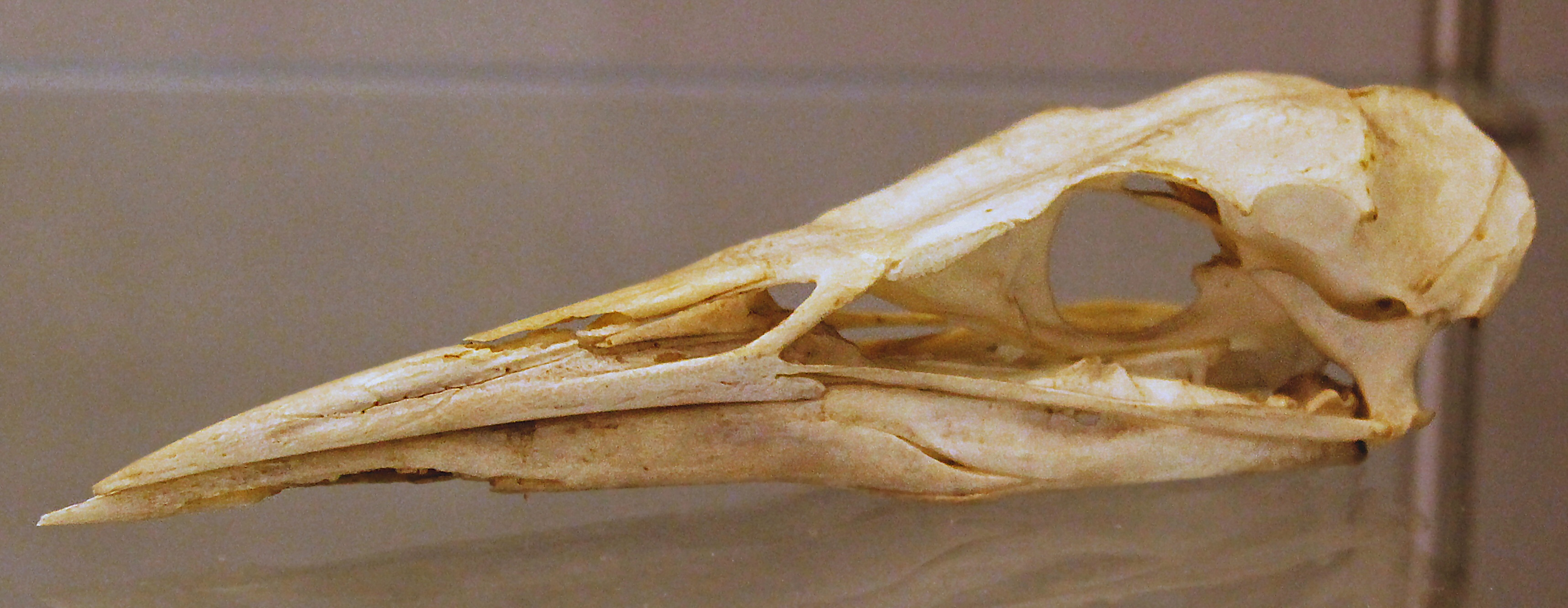
Cráneo de avetoro común.

Los avetoros son garzas de complexión robusta con plumaje de fondo crema y canela con listados y vetados oscuros. El avetoro común es el mayor de las especies de avetoros, siendo los machos algo mayores que las hembras. El avetoro común mide 69-81 cm de largo, con 100-130 cm de envergadura alar y un peso de entre 0,87-1,94 kg.
Su píleo y nuca son negros, siendo las plumas, mientras que los laterales de su cabeza son de color anteado uniforme con bigoteras negras y una lista superciliar clara. Sus partes superiores son de un color similar pero con un denso listado oscuro, con algunas plumas con centros negros y veteados. Los laterales de su cuello son de color castaño con un listado difuso. Su garganta y barbilla son de color crema, con fino listado castaño en las plumas centrales. Su pecho y vientre son de color ocre amarillento, con anchas listas pardas en los flancos y listas finas en el centro. Su cola es de color canela con veteado negro en el centro y motas negras derca del borde. Sus alas son de color canela claro irregularmente listadas, vetadas y moteadas en negro. Su plumaje tiene una textura suelta, y tiene plumas alargadas en el píleo, cuello y peque que puede erizarse. Su poderoso pico recto es de color amarillo verdoso con la punta más oscura en la mandíbula superior. Sus ojos tienen el iris amarillo y están rodeados por un anillo ocular verdoso o azulado. Sus patas son verdosas con algo de amarillo en la articulación del tarso y también son amarillas las plantas de sus pies. Los juveniles tienen un plumaje similar al de los adultos pero de tonos más claros y con menos marcas distintivas.

## Taxonomía y etimología
El avetoro común se clasifica en el género Botaurus, perteneciente a la familia de las garzas, Ardeidae. A su vez, las garzas se clasifican en el orden Pelecaniformes, junto a otras cuatro familias de aves acuáticas: Pelecanidae (pelícanos), Threskiornithidae (ibis y espátulas), Balaenicipitidae (picozapato) y Scopidae (ave martillo). El avetoro común se ubica en la subfamilia Botaurinae, con el resto de avetoros y avetorillos. Sus parientes más próximos son el avetoro lentiginoso (Botaurus lentiginosus), el avetoro mirasol (Botaurus pinnatus) y el avetoro australiano (Botaurus poiciloptilus).
El avetoro común fue descrito científicamente por el naturalista sueco Carlos Linneo en su obra Systema Naturae de 1758, con el nombre de Ardea stellaris. En 1819, James Francis Stephens creó el género Botaurus para separar a los avetoros de las garzas típicas clasificadas en Ardea, siendo el avetoro común su especie tipo. Se reconocen dos subespecies de avetoro común:
- Botaurus stellaris capensis (Schlegel, 1863) - que cría solo en África austral.[12]
- Botaurus stellaris stellaris (Linnaeus, 1758) - la subespecie nominal que cría en el Paleártico

Tanto su nombre común en español como el nombre de su género tienen un origen onomatopéyico. Ya Plinio el Viejo expliacaba el oriten de su nombre latino butaurus como derivado de la combinación Bos (buey) y taurus (toro), porque las llamadas de este ave se recuerdan el mugido de un toro. El naturalista inglés James Francis Stephens formó el nombre del género, Botaurus, de forma similar convinando el término latino butaurus, y el nombre del ave en inglés medio, botor. Por su parte el nombre específico, stellaris en latín significa «estrellado», en referencia al moteado de su plumaje. El nombre capensis, de la subespecie africana, significa «de El Cabo» es un término usado para designar a muchas especies que habitan en el África austral y subsahariana.

## Distribución y hábitat

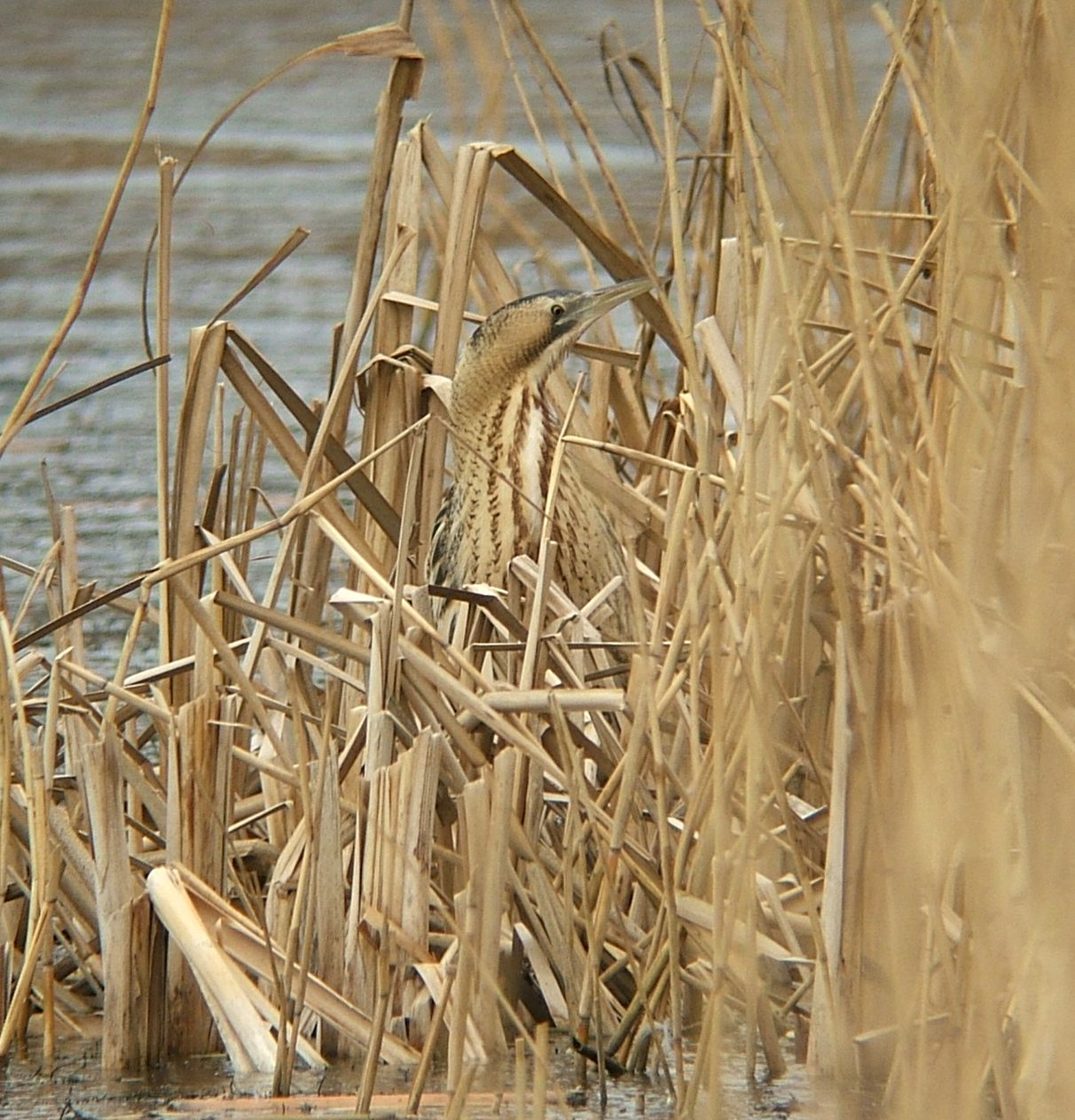
Un avetoro camuflado en el carrizal.

La zona de cría de la subespecie B. s. stellaris se extiende por las regiones templadas de Eurasia, desde la península ibérica, las islas británicas y Escandinavia hasta la isla de Sajalín al este de Siberia, corea y Hokkaidō en Japón. El avetoro alcanza por el norte hasta alrededor del paralelo 57°N en los montes Urales y el 64°N en Siberia oriental. El límite sur de su área de cría lo componen el mar Mediterráneo, el mar Negro, Irán, Afganistán, Kazajistán, Mongolia y la provincia de Hebei del norte de China. También hay pequeñas poblaciones sedentarias que también crían en Marruecos, Argelia y Túnez. Generalmente habita en los carrizales (Phragmites), de pantanos, lagos, lagunas y ríos de aguas lentas con orillas pobladas de vegetación. A veces anida en charcas de zonas agrícolas, e incluso bastance cerca de edificaciones cuando hay hábitats aptos disponibles, aunque prefiere grandes carrizales de al menos 20 hectáreas para criar.
Algunas poblaciones son sedentarias y se quedan en la misma zona todo el año. Las poblaciones septentrionales generalmente son migratorias y viajan a regiones más cálidas, aunque algunos individuos se queden. Los avetoros del norte de Europa suelen desplazarse al sur y al oeste hasta el sur de Europa y el norte y centro de África; las aves del norte de Asia migran a zonas de la península arábiga, el subcontinente indio y las provincias de Heilongjiang, Jilin y Mongolia Interior de China. Fuera de la época de cría tiene necesidades de hábitats menos restrictivas, por lo que además de los carrizales también visita los campos de arroz, los lechos de berros de agua, embalses, los alrededores de las piscifactorías, las canteras de grava y depuradoras, zonas inundadas y marismas.
La subespecies B. s. capensis es endémica del África austral, donde vive marismas cerca de la costa este, el delta del Okavango y las faldas de los montes Drakensberg. Esta población es sedentaria.

## Comportamiento

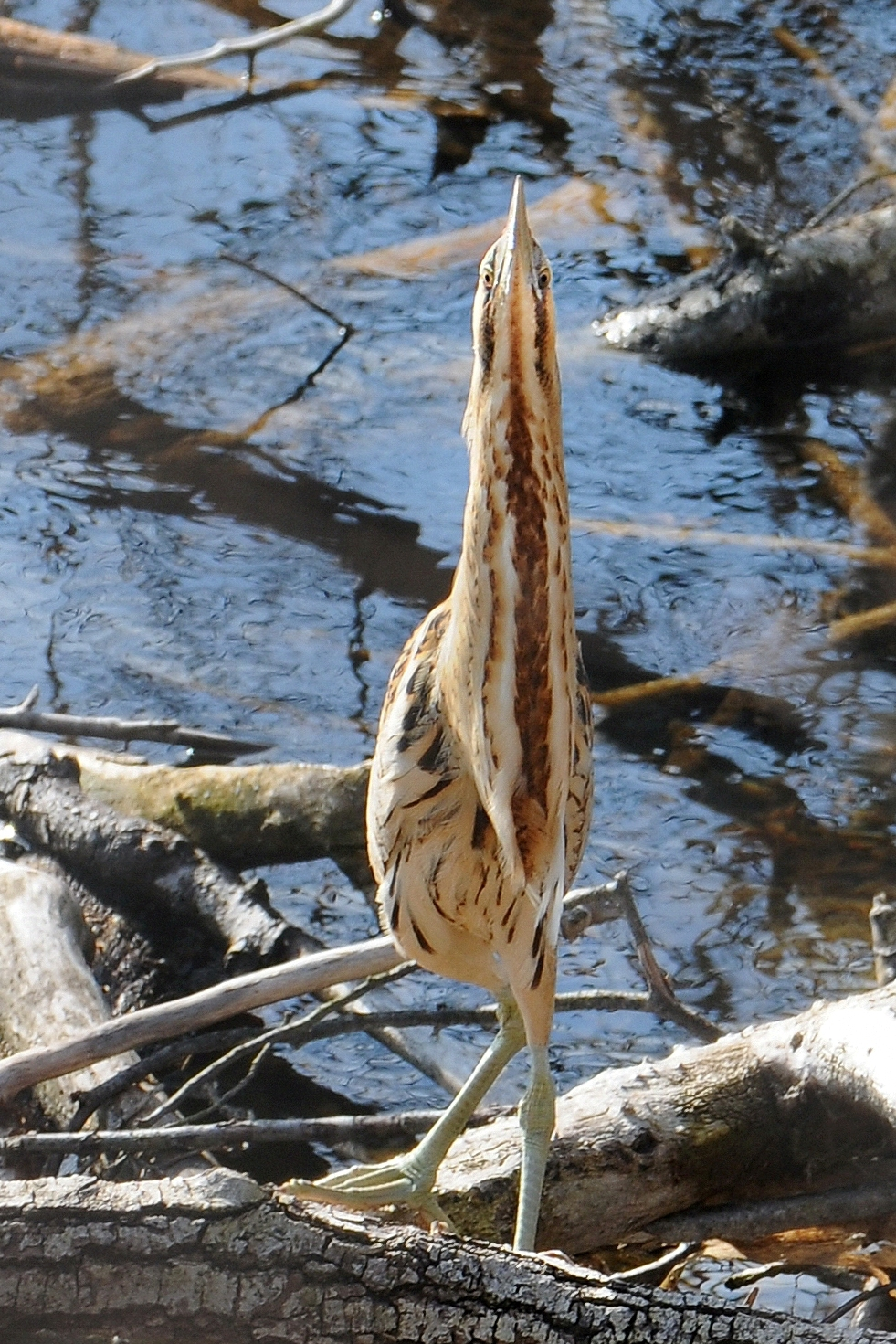
En postura defensiva con el cuello estirado.

El avetoro común generalmente es de hábitos solitarios. Busca alimento entre los carrizales, caminando siguilosamente o quedándose quieto sobre un cuerpo de agua donde haya presas. Es un ave tímida que cuando es molestada suele estira el cuello con el pico apuntando hacia arriba y se queda quieta en esa posición, así se camufla entre las cañas y juncos gracias a su plumaje críptico. Mientras está en esta posición las plumas alargadas de su garganta y pecho cuelgan escondiendo el cuello, de forma que la silueta de la cabeza y el cuerpo se oculta. Existen registros del uso de plumón producido por una zona con plumón especializado de los lados de su pecho. Este material blanco polvoriento parece ayudarle a quitarse la viscosidad de la cabeza y el cuello tras alimentarse de una anguila. Después se quita el exceso de polvo rascándose vigorosamente antes de aplicarse aceite de acicalamiento de su glándula uropígea.
El avetoro se mantiene escondido mucho tiempo entre los carrizales y la vegetación de ribera. Ocasionalmente se puede avistar al descubierto en las orillas, especialmente durante los inviernos duros, aunque cerca de la cubierta vegetal a la que huye con facilidad. En vuelo sus alas se ven anchas y redondeadas, con las patas sobresaliendo por detrás en la postura típica de las garzas. Cuando aterriza extiende el cuello, pero lo mantiene retraído mientras despega. Prefiere caminar entre la vegetación a volar, y rara vez vuela salvo para alimentar a sus crías. Su paso es lento y pausado y puede trepar a los carrizos agarrándose con sus garras. Es más activo al amanecer y anochecer, pero a veces también puede buscar alimento durante el día.

### Alimentación
El avetoro común se alimenta de peces, pequeños mamíferos, anfibios e invertebrados, que atrapa en los márgenes del carrizal y en aguas someras. Entre sus presas se registran anguilas de hasta 35 cm de largo, ratones, topillos, aves pequeñas y polluelos, ranas, tritones, cangrejos, gambas, moluscos, arañas e insectos como escarabajos, libélulas, abejas, saltamontes y tijeretas. También consume algunas plantas acuáticas.

### Reproducción

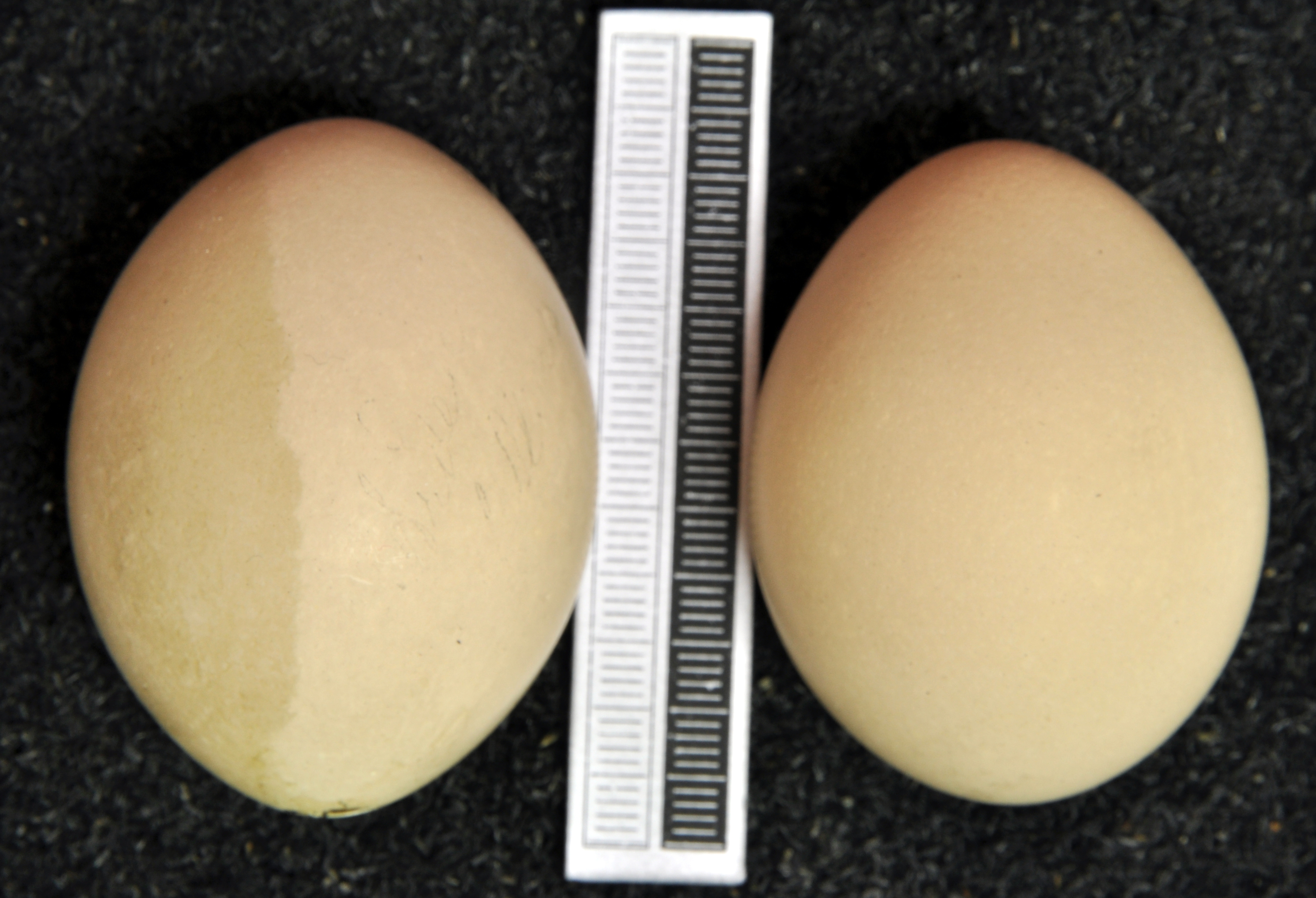
Huevos de avetoro.

Los machos de avetoro son polígamos y se aparean hasta con cinco hembras. La hembra construye el nido entre las cañas del año anterior. Consiste en una plataforma desordenada de 30 cm de diámetro de juncos y carrizos y hierba, forrada con fragmentos vegetales más suaves. Puede estar situado en la orilla o flotando sobre la vegetación acuática. Los huevos miden 52x38 mm, son de color mate pardo verdoso, y tienen motas oscuras en el extremo más ancho. La hembra suele poner unos seis huevos entre finales de marzo y abril, que incuba durante 26 días aproximadamente. Tras la eclosión los polluelos pasan unas dos semanas en el nido antes de salir y empezar a nadar entre los carrizos. La hembra cría a los polluelos sin la ayuda del macho, alimentándolos con las presas que regurgita desde su buche. Los polluelos tardan unas ocho semanas en desarrollarse totalmente.

### Sonido
El reclamo de apareamiento o llamada de contacto del macho es un grito grave parecido al mugido de un toro, con una subida rápida y solo una caída ligeramente más larga, que puede oírse a una distancia de cinco kilómetros en una noche tranquila. Emite estas llamadas principalmente entre enero y abril durante la época de apareamiento. Consigue el gran volumen en su llamada al exhalar el aire de su esófago con la ayuda de los potentes músculos que lo rodean.

## Estado de conservación

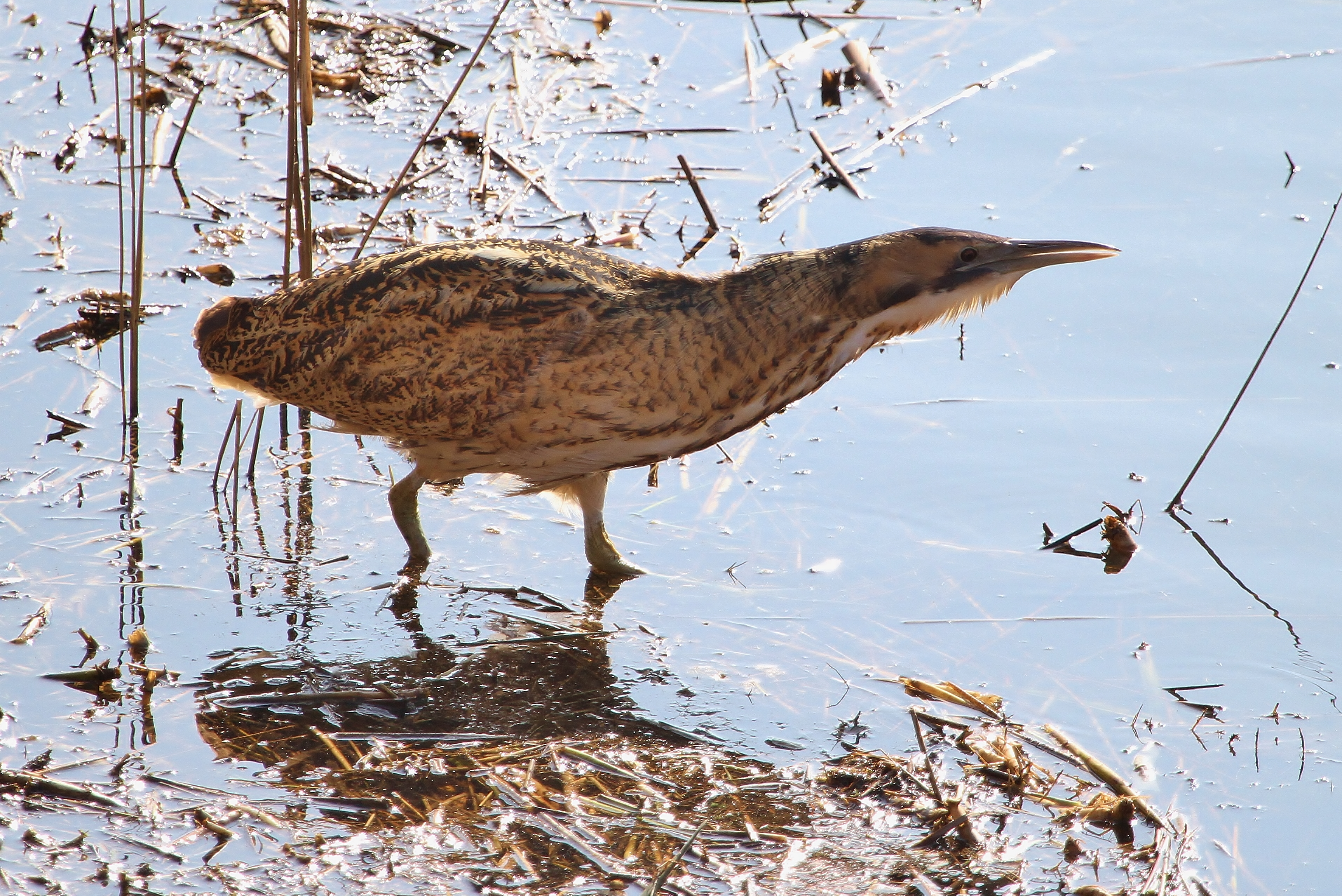
Avetoro pescando en aguas someras.

El avetoro común se extiende por un gran área de distribución y tiene una población de gran tamaño, que se estima entre 110.000 y 340.000 individuos. La Unión Internacional para la Conservación de la Naturaleza clasifica su estado de conservación como especie de conservación menor, aunque la tendencia global de la población es descendente, pero su tasa de declive no es suficiente para justificar una categoría de amenaza. La principal amenaza a la que se enfrenta la especie es la destrucción de los carrizales y la desecacción de los humedales y otras perturbaciones de su hábitat. El avetoro es una de las especies a las que se le aplica el Acuerdo para la conservación de aves acuáticas migratorias africanas-eurasiáticas (AEWA). La subespecie meridional ha sufrido descensos de población catastróficos durante el siglo XX debido a la degracación de los humedales, a diferencia de la subespecie septentrional que se gozado de mejores medidas de conservación. Por ejemplo, se incluye en el Libro Rojo de las aves de España en la categoría de “En peligro crítico” y aparece como “En peligro de extinción” en el Catálogo Nacional de Especies Amenazadas.